# They Shoot Horses Don't They? (nummer)
"They Shoot Horses Don't They?" is een nummer van de Britse rockband Racing Cars. Het nummer kwam uit in 1976.

## Achtergrond
De band rond zanger/gitarist Gareth Mortimer bracht in 1976 haar debuutalbum Downtown Tonight uit. De eerste single van dit album was "They Shoot Horse Don't They". Deze single was geïnspireerd op de gelijknamige film van Sydney Pollack uit 1969, die op zijn beurt gebaseerd was op het gelijknamige boek van Horace McCoy uit 1935.
Het nummer is geschreven door Mortimer en werd uitgebracht door Chrysalis Records. 

## Hitnoteringen
De single behaalde de veertiende positie in de Britse hitlijst en plek 20 in de Nederlandse Top 40. Het is het enige nummer van de band die de hitlijsten wist te halen. Rond de eeuwwisseling haalde de single driemaal de Nederlandse Top 2000.

### NPO Radio 2 Top 2000
| Nummer met noteringen in de NPO Radio 2 Top 2000 | '99  | '00 | '01  | '02  |
| ------------------------------------------------ | ---- | --- | ---- | ---- |
| They Shoot Horses, Don't They?                   | 1673 | -   | 1902 | 1946 |

1. ↑  Een '-' betekent dat het nummer niet was genoteerd en een vetgedrukt getal geeft de hoogste notering aan.
2. ↑  Deze tabel is bijgewerkt tot en met de laatste editie (2024).